# Centromerus variegatus
Centromerus variegatus är en spindelart som beskrevs av Denis 1962. Centromerus variegatus ingår i släktet Centromerus och familjen täckvävarspindlar.
Artens utbredningsområde är Madeira. Inga underarter finns listade i Catalogue of Life.